# Phanerotoma minuta
Phanerotoma minuta är en stekelart som beskrevs av Kokujev 1903. Phanerotoma minuta ingår i släktet Phanerotoma och familjen bracksteklar. Inga underarter finns listade i Catalogue of Life.